# Lehesten (Göritz)
Lehesten is een  gehucht in de Duitse gemeente Hirschberg in het Saale-Holzland-Kreis in Thüringen. Lehesten wordt voor het eerst genoemd in een oorkonde uit 1576.  
Tot 1994 was Lehesten deel van de zelfstandige gemeente Göritz. Na de opheffing van die gemeente werd het deel van Hirschberg.